# Konami
Konami (コナミ株式会社, Konami Kabushiki-gaisha) is een Japanse computerspellenfabrikant die vooral in de jaren tachtig en negentig furore maakte met diverse computerspellen in zowel arcadehallen als op thuiscomputers, zoals de MSX en Commodore 64 en spelcomputers als Nintendo Entertainment System (NES), Game Boy, Sega Master System (SMS) en de Sony PlayStation. Pentarou, de pinguïn, was hun bedrijfsmascotte in de jaren 1980.

## Geschiedenis
Konami Corporation werd in 1969 opgericht in Osaka als reparatie- en verhuurbedrijf van jukeboxen door Kagemasa Kozuki. De oorsprong van de naam is niet eenduidig. De naam Konami zou een combinatie zijn van de namen Kagemasa Kozuki (voorzitter), Yoshinobu Nakama en Tatuso Miyasako. Nakama en Miyasako werden door Kozuki ingehuurd als zakenpartners toen Konami Industry Co., Ltd zijn deuren opende in 1973. Een andere theorie is dat Hiro Matsuda en Shokichi Ishihara de "Mi" in Konami vormen.
Het hoofdkantoor is tegenwoordig gevestigd in Tokio en Kozuki heeft nog de dagelijkse leiding over het bedrijf. In 2020 is Konami de op drie na grootste computerspelontwikkelaar uit Japan na Nintendo, Sega Sammy Holdings en Namco Bandai Holdings.
Konami heeft sinds oktober 1984 een beursnotering aan de Japanse effectenbeurs.

## Computerspellen
In de loop der jaren zijn door Konami enkele van de grootste en meest gedenkwaardige computerspellen ontwikkeld. Genrebepalende titels die aan Konami kunnen worden toegeschreven zijn o.a. de vampierenjachtreeks Castlevania (ook bekend onder de titel Vampire Killer), de horrorreeks Silent Hill, de actieshooterreeks Contra en Gradius (in Europa bekend als Nemesis), de platform/avontuurreeks Ganbare Goemon en Penguin Adventure, de spionagereeks Metal Gear, de rollenspelreeks Suikoden, de muziekgeoriënteerde reeks Bemani (waaronder Dance Dance Revolution, Beatmania, Guitar Freaks en Drummania), de datingsimulatiereeks Tokimeki Memorial, sportserie Hyper Sport en het actiespel Green Beret.
Konami staat met name bekend om zijn arcade shoot-em-up-spellen (afgekort tot SHMUPS) als Nemesis, Salamander, Time Pilot, Gyruss, Parodius, Axelay en TwinBee. De onder licentie vervaardigde spellen gebaseerd op succesvolle tekenfilmseries zijn o.a. Batman: The Animated Series, Teenage Mutant Ninja Turtles en Tiny Toon Adventures.
Verder bracht Konami andere succesvolle spelproducties als The Goonies, The Simpsons en Bucky O'Hare uit voor de arcadehal en spelcomputersystemen.
Van 2001 tot en met 2019 bracht Konami jaarlijks hun voetbalsimulatiespelserie uit onder de titel Pro Evolution Soccer. De serie heet sinds 2020 eFootball.

## Films

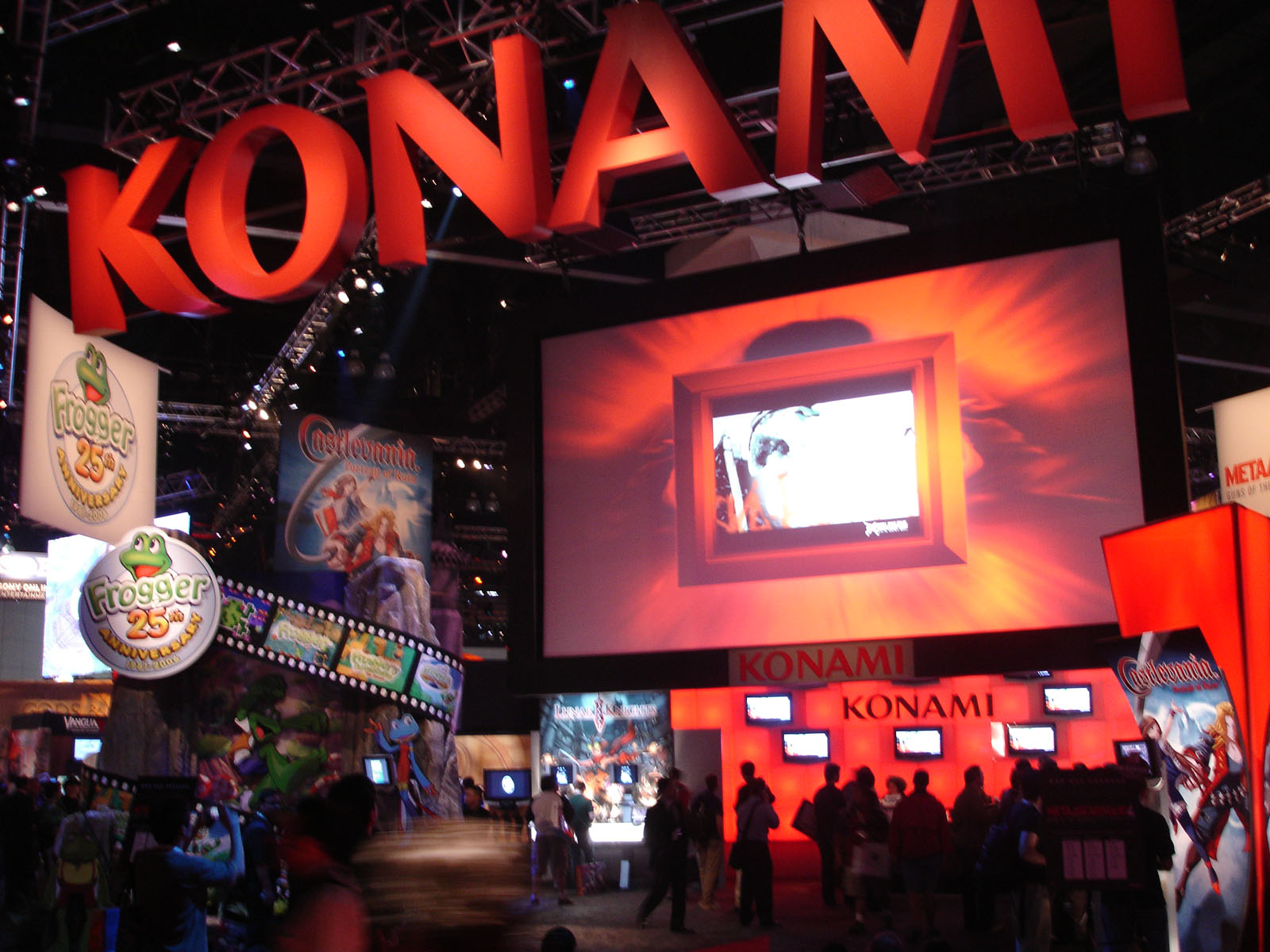
Konami op de E3 in 2006

In 2006 is Konami gestart met het produceren van films gebaseerd op hun populaire computerspelreeksen en -personages. In 2006 is de film Silent Hill uitgebracht en werd tevens aangekondigd dat de films Metal Gear Solid en Castlevania zullen worden geproduceerd.

## Logo
Het logo van Konami is door de jaren drie keer gewijzigd.

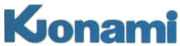
1981-1986
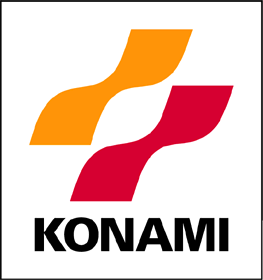
1986-1998 (cursief), 1998-2003 (non-cursief)
2003-heden

## Konami SCC
Konami ontwikkelde midden jaren 1980 in samenwerking met Yamaha een aangepaste geluidschip voor de MSX-computerstandaard. Konami was ontevreden met de beperkte specificaties van de standaard geïntegreerde geluidschip in de MSX-computers, en kwam daarom met een eigen uitbreiding genaamd de Konami SCC.
Elke Konami-spelcartridge die gebruikmaakt van SCC-geluid is uitgerust met deze geluidschip en beschikt tevens over een ingebouwde memory mapper. Vrijwel elke Konami MSX-speltitel vanaf 1987 maakt gebruik van deze chip, waaronder Nemesis II en Metal Gear 2: Solid Snake.

## Modelauto's
Hetzelfde Konami is ook producent van een serie zeer verfijnde modelauto's op een schaal van 1:64, puur gericht op verzamelaars. Men maakt vooral Japanse modellen.